# خوان نييتو
خوان نييتو (بالإسبانية: Juan José Nieto Zarzoso) هو لاعب كرة قدم إسباني في مركز الدفاع، ولد في 3 أكتوبر 1994 في كاستيون دي لا بلانا في إسبانيا. لعب مع نادي كاستييون.

## وصلات خارجية
- خوان نييتو على موقع قاعدة بيانات كرة القدم.إي يو (الإنجليزية)
- خوان نييتو على موقع Soccerway.com (الإنجليزية)